# Horst Körner
Horst Körner (ur. 12 lipca 1947 w Wolfen; zm. 15 listopada 1968 w Poczdamie) – funkcjonariusz Volkspolizei zabity po uprzednim śmiertelnym postrzeleniu żołnierza wojsk granicznych NRD podczas nieudanej próby ucieczki do Berlina Zachodniego i zaliczany w związku z niniejszymi okolicznościami do ofiar śmiertelnych przy Murze Berlińskim.

## Życiorys
Po ukończeniu gimnazjum Horst Körner rozpoczął naukę w należącej do zakładów państwowych VEB Filmfabrik Wolfen szkole zawodowej, gdzie w 1967 r. zdał maturę oraz otrzymał dyplom mechanika. Niedługo potem został członkiem SED oraz – prawdopodobnie w związku z chęcią uniknięcia zasadniczej służby wojskowej – wstąpił jako kadet w szeregi Volkspolizei, zostając przydzielonym do wydziału policji kryminalnej w powiecie Bitterfeld otrzymując jeszcze w tym samym roku stopnień  posterunkowego. W związku z brakiem zainteresowania pracą w wydziale przestępstw przeciwko mieniu, w 1968 r. złożył podanie o zwolnienie ze służby, składając jednocześnie wniosek o przyjęcie do szkoły medycyny weterynaryjnej. W obliczu nacisku ze strony przełożonych wycofał jednak podanie o zwolnienie, we wrześniu tego samego roku został z kolei przeniesiony do Poczdamu w celu odbycia szkolenia technik pionu policji kryminalnej.

## Okoliczności ucieczki i śmierci
15 listopada 1968 r. pomiędzy godziną 21.00 a 23.00 pełnił służbę na posterunku wartowniczym szkoły policyjnej. Około godziny 23.00 zauważył jego zniknięcie mający zastąpić go na warcie inny funkcjonariusz, który odkrył także pozostawione przez Körnera na posterunku części oporządzenia. Tenże udał się uzbrojony na teren torów kolejowych prowadzących przez miasto w kierunku mostu granicznego Glienicker Brücke, gdzie dostrzeżony został przez patrolujących okolicę w samochodzie terenowym żołnierzy wojsk granicznych. Ci z uwagi na rozpoznawalny policyjny mundur uznali początkowo uciekiniera za lokalnego dzielnicowego, w związku z czym zatrzymali samochód. Utwierdzony w przekonaniu o pościgu Körner otworzył ogień w kierunku samochodu trafiając wielokrotnie siedzącego za kierownicą Rolfa Hennigera, drugi z żołnierzy w osobie dowódcy patrolu zdołał opuścić jednak pojazd, po czym strzelając kilkakrotnie ze służbowej broni trafił Körnera, który osunął się na ziemię i natychmiast zmarł.

## Następstwa
Rodzice Horsta Körnera już następnego dnia powiadomieni zostali o śmierci syna przez urzędników bezpieki, którzy jednocześnie wydali polecenie kremacji zwłok. Incydent opisano również w prasie NRD nie wspominając ani jednym słowem Körnera, postrzelonego przez tegoż żołnierza wyniesiono z kolei do rangi bohatera. Wszczęte po zjednoczeniu Niemiec dochodzenie w sprawie umorzono jednak w 1994 r. w związku z zeznaniem strzelającego żołnierza o wyraźnych przesłankach obrony koniecznej. W związku z ustalonymi przez historyków niemieckich kryteriami, w 2008 r. upamiętniono Körnera obok innych ofiar specjalnym „okienkiem“ w berlińskim mauzoleum Gedenkstätte Berliner Mauer przy ulicy Bernauer Straße. 